# Csíkszépvíz község
Csíkszépvíz község (románul: Comuna Frumoasa) község Hargita megyében, Romániában. Központja Csíkszépvíz, beosztott falvai Bükklok, Csíkborzsova, Csíkszentmiklós.

## Népessége
A 2011-es népszámlálás adatai alapján a község népessége 3682 fő volt.